# カヴァーしようよ!
『カヴァーしようよ!』は、テレビ東京系列局ほかで放送されていた音楽番組である。テレビ東京とイキナエンタテインメント（現・イキナ）の共同製作。テレビ東京系列局では2002年4月8日から2003年3月31日まで、毎週月曜 22:00 - 22:54 （日本標準時）に放送。

## 概要
毎回ゲストがカバー曲を披露していた番組。司会は大友康平と山口智充と女性アシスタントが務めていた。
最終回の「1年間ありがとう LIVEスペシャル」では、出演者全員でHOUND DOGの「ff （フォルティシモ）」を合唱した。

## 司会
- 大友康平（HOUND DOG）
- 山口智充（DonDokoDon）
- 畑野浩子（現・畑野ひろ子） - 2002年9月23日放送分まで出演[1]。
- 榎本加奈子 - 2002年10月14日放送分から出演[2]。

## スタッフ
- 企画監修：秋元康
- ナレーター：三村ロンド
- 構成：遠藤察男、菊原共基、池田裕幾、白川幸洋、石坂伸太郎、AKO
- ディレクター：伊セ徹、杉本憲隆、柴田貴幸、小川剛、山本カンスケ、園部雄一郎
- 演出：福田直幸、佐藤恭也
- プロデューサー：佐藤哲也（テレビ東京）、今村悦朗
- 照明：一柳忠彦
- 技術協力：八峯テレビ、FLT、TMCレモンスタジオ
- 美術協力：フジアール
- 製作：テレビ東京、イキナエンタテインメント

## 放送局
| 放送対象地域   | 放送局         | 系列           | 放送日時           | 備考       |
| -------------- | -------------- | -------------- | ------------------ | ---------- |
| 関東広域圏     | テレビ東京     | テレビ東京系列 | 月曜 22:00 - 22:54 | 製作局     |
| 北海道         | テレビ北海道   | テレビ東京系列 | 月曜 22:00 - 22:54 | 同時ネット |
| 愛知県         | テレビ愛知     | テレビ東京系列 | 月曜 22:00 - 22:54 | 同時ネット |
| 大阪府         | テレビ大阪     | テレビ東京系列 | 月曜 22:00 - 22:54 | 同時ネット |
| 岡山県・香川県 | テレビせとうち | テレビ東京系列 | 月曜 22:00 - 22:54 | 同時ネット |
| 福岡県         | TVQ九州放送    | テレビ東京系列 | 月曜 22:00 - 22:54 | 同時ネット |
| 高知県         | 高知放送       | 日本テレビ系列 |                    |            |
| 福島県         | テレビユー福島 | TBS系列        |                    |            |
| 石川県         | 北陸放送       | TBS系列        |                    |            |
| 長野県         | 信越放送       | TBS系列        |                    |            |
| 静岡県         | 静岡放送       | TBS系列        |                    |            |
| 熊本県         | 熊本放送       | TBS系列        |                    |            |
| 鹿児島県       | 南日本放送     | TBS系列        |                    |            |
| 沖縄県         | 琉球放送       | TBS系列        |                    |            |
| 広島県         | テレビ新広島   | フジテレビ系列 |                    |            |
| 新潟県         | 新潟テレビ21   | テレビ朝日系列 |                    |            |